# Crescenzo D'Amore
Crescenzo D'Amore (Napoli, 2 aprile 1979 – Pomigliano d'Arco, 1º dicembre 2024) è stato un ciclista su strada e pistard italiano.
Campione del mondo juniors su strada nel 1997, fu poi professionista dal 2000 al 2007 e nel 2011.

## Biografia
Corridore con caratteristiche di velocista, comincia a gareggiare nel ciclismo all'età di 11 anni. Da junior fu secondo nel chilometro a cronometro ai campionati del mondo juniores su pista 1996; vinse poi in volata la prova in linea di categoria ai campionati del mondo su strada di San Sebastián 1997. Gareggiò quindi per due anni come dilettante in Toscana, prima con la Casini-Vellutex e poi con la Grassi-Mapei, imponendosi alla Vicenza-Bionde del 1999.
Passò professionista nel 2000 con la Mapei-Quick Step, con cui in stagione si aggiudicò una tappa alla Vuelta a Argentina. Nel 2002 si trasferì alla Cage Maglierie-Olmo (divenuta Tenax nel 2003), ma in due stagioni non ottenne vittorie. Nel 2004, passato a vestire la maglia dell'Acqua & Sapone-Caffè Mokambo diretta da Palmiro Masciarelli, tornò al successo in una tappa della Settimana Internazionale di Coppi e Bartali, superando in volata Ján Svorada a Scandiano. Nel 2003 e nel 2004 partecipò anche al Giro d'Italia, cogliendo due terzi posti in volata di gruppo, uno a San Donà di Piave nell'edizione 2003 e uno ad Alba l'anno dopo.
Si ritirò dall'attività a fine 2007, dopo altri due anni all'Acqua & Sapone e una stagione alla OTC Doors-Lauretana. Rimasto lontano dall'agonismo per tre anni, durante i quali svolse la professione di rappresentante commerciale, tornò al professionismo nel 2011 per gareggiare con la maglia dell'Androni Giocattoli. L'esperienza si concluse nell'aprile di quell'anno.
È morto nel 2024, vittima di un incidente stradale a Pomigliano d'Arco.

## Palmarès
- 1999 (Dilettanti)

Vicenza-Bionde
- 2000

3ª tappa Vuelta a Argentina (Villa María > Río Cuarto)
- 2004

3ª tappa Settimana Internazionale di Coppi e Bartali (Finale Emilia > Scandiano)

## Piazzamenti

### Grandi Giri
- Giro d'Italia

2003: fuori tempo massimo (14ª tappa)
2004: 123º

### Competizioni mondiali
- Mondiali su pista

Novo Mesto 1996 - Chilometro juniors: 2º
- Mondiali su strada

San Sebastián 1997 - In linea juniors: vincitore